# Boće (Bośnia i Hercegowina)
Boće – wieś w Bośni i Hercegowinie, w dystrykcie Brczko. W 2013 roku liczyła 1270 mieszkańców, z czego większość stanowili Chorwaci.